# Cycas pectinata
Cycas pectinata es una especie de Cycadopsida del género Cycas, de la familia Cycadaceae, del orden Cycadales.

## Distribución
Cycas pectinata se distribuye por Bangladesh, Bután, China (Yunnan), India (Assam, Manipur, Meghalaya, Sikkim, West Bengal), Laos, Myanmar, Nepal, Tailandia (Chiang Mai, Kanchanaburi, Mae Hong Son, Phetchabun, Phrae, Sukhothai) y Vietnam (Binh Dinh, Gia Lai, Kon Tum, Lam Dong, Ninh Thuan, Phu Yen, Quang Nam, Quang Ngai).

## Taxonomía
Fue descrita científicamente por Griff.